# Кордюм, Виталий Арнольдович
Виталий Арнольдович Кордюм (род. 31 июля 1931) — медицинский генетик, член-корреспондент Национальной академии наук Украины.
Автор более 300 научных работ, имеет 41 патент на изобретения. Доктор биологических наук, профессор, академик Академии медицинских наук Украины, лауреат Государственной премии Украины в области науки и техники за цикл работ по космической биологии. Автор информационной концепции эволюции. Завотделом регуляторных механизмов клетки Института молекулярной биологии и генетики НАНУ. Заслуженный деятель науки и техники Украины (2008).

## Биография
Сын А. В. Кордюма, актёра, кинорежиссёра, сценариста.

Закончил Киевский государственный университет имени Тараса Шевченко. В 1955 году поступил в аспирантуру биологического факультета, впоследствии стал сотрудником Института микробиологии и вирусологии имени Д. К. Заболотного. Во время работы в институте последовательно разрабатывал новейшие направления, такие как воздушная микробиология, микробиологические проблемы закрытых экосистем, космическая биология, изучение биологического действия экзогенных нуклеиновых кислот, которое послужило фундаментом генной инженерии. Результатом этих исследований стало осознание необходимости смены концепции замкнутых экологичных систем для обеспечения существования человека в космическом пространстве. Эксперименты подтвердили, что целесообразнее создавать не замкнутые системы, а частично замкнутые. Кордюм изучал воздействие экзогенной РНК на генетическую систему прокариот и их эволюцию. Результаты этих исследований были обобщены в монографии «Биосфера и эволюция», в которой была предложена информационная концепция эволюционного процесса, схожая с Вирусологической теорией эволюции. Основополагающая идея этой концепции в том, что ведущим фактором эволюции служит горизонтальный перенос генов.
Жена — Е. Л. Кордюм (1932—2024), биолог, доктор биологических наук, профессор, член-корреспондент НАНУ.

## Внешние ссылки
- Кордюм Виталий Арнольдович на сайте Национальной библиотеки Украины имени Вернадского
- Интервью Виталия Кордюма газете «24» (недоступная ссылка) // 3 октября 2008
- Онлайн книга Виталия Кордюма "Наша шагреневая кожа - это наша проблема. Нам её решать"